# Doe Run Company
Die Doe Run Company ist ein amerikanisches Unternehmen, das mehrere Blei-Bergwerke und eine Bleihütte in Peru betreibt. 
Doe Run geht auf die St. Joseph Lead Company aus Missouri zurück. Nach Erschöpfung des Old Lead Belt erschloss das Unternehmen neue Vorkommen nördlich von Viburnum (Missouri). 1981 übernahm die Fluor Corporation die St. Joseph Lead Company und vereinigte sie 1986 mit der Homestake Mine zur Doe Run Company. 1994 übernahm Ira Rennerts Unternehmen Renco das Unternehmen.
1996 wurde Fabricated Products, ein Hersteller von Bleioxid für Blei-Akkumulatoren, übernommen. 1998 wurden die Bleibergwerke von Asarco übernommen.
2013 wurde die letzte Bleihütte der USA in Herculaneum (Missouri) geschlossen.